# Dina Vierny
Dina Vierny   (Chisinau, 25 de gener de 1919 - Neuilly-sur-Seine, 20 de gener de 2009), nascuda Dina Aïbinder, va ser una galerista, col·leccionista d'art i directora de museu francesa d'origen jueu asquenazita. Va formar part de la intel·liguèntsia intel·lectual russa a la França d'entreguerres, i es va convertir en una activa militant antifeixista participant en xarxes d'ajuda a intel·lectuals perseguits. Model i col·laboradora per excel·lència de l'escultor nordcatalà Aristides Maillol durant els últims deu anys de vida de l'artista, va ser nomenada executant testamentària del llegat de l'escultor després de la seva mort. Més tard, Vierny es va convertir en galerista i va començar a col·leccionar art. Després de la mort el 1972 de Lucien Maillol, l'únic fill de l'artista, es va convertir en la legatària universal de l'obra de Maillol. Onze anys més tard, va crear la Fundació Dina Vierny, i el 1995 va inaugurar el Museu Maillol de París.

## De Bessaràbia a París (1919-1939)
Dina Vierny era filla d'un pianista anomenat Jacob Aïbinder, nascut el 9 de desembre de 1889 a Chișinău, la capital de Bessaràbia, a la demarcació jueva de l'Imperi Rus. Jacob Aïbinder pertanyia a una família asquezanita d'intel·lectuals laics, que coneixia Trotsky i que va acabar defensant posicions socialdemòcrates. De les seves quatre germanes, una era cantant d'òpera i dues més havien estudiat medicina. Quan tenia quinze anys, Jacob Aïbinder va ser empresonat per l'exèrcit tsarista durant el motí del cuirassat Potemkin a Odessa. La seva única filla, Dina Aïbinder, va néixer poc després del final de la Primera Guerra Mundial. En aquell moment, Bessaràbia ja s'havia independitzat de l'Imperi Rus, constituint la República Democràtica de Moldàvia, i s'havia unit al Regne de Romania. Dina va passar els primers anys de la seva vida a la mansió de Bessaràbia del seu avi matern, Grégoire Zviguilsky, que havia fet fortuna amb fabricant tabac. Tot i que l'avi Zviguilsky havia perdut gran part dels seus actius en la Revolució de 1917, va ser capaç de preservar les fàbriques que posseïa a Bessaràbia i Moldàvia, que s'havien convertit en part de Romania.
El 1926, quan tenia set anys, Dina Aïbinder es va traslladar amb els seus pares a París, fugint del règim de Stalin. La família es va instal·lar en un petit apartament a la rue Monge i més tard, quan s'ho van poder permetre, es van traslladar a un pis més gran de la plaça dels Peupliers. Jacob Aïbinder organitzava concerts de música de cambra a casa seva, que es va convertir en un lloc de trobada per als intel·lectuals francesos i russos. Aquestes trobades van comptar sovint amb la presència dels escriptors Antoine de Saint-Exupéry i Ivan Bunin.4

### Model de Maillol
El 1934, l'arquitecte Jean-Claude Dondel, amic del seu pare, es va adonar de la semblança física de l'adolescent Dina Aïbinder amb les estàtues d'Aristides Maillol. Li va dir a l'escultor, que li va escriure una carta: "Senyoreta, m'han dit que sembla un Maillol o un Renoir. Jo em conformaria amb un Renoir." Després de ser presentada en una festa organitzada per Maillol en el seu Taller de Marly-le-Roi, Dina va acordar començar fer de model per a ell. Tenia quinze anys i Maillol tenia setanta-tres anys. De manera que les sessions de perxa no interferirien amb la seva formació acadèmica, Maillol li va construir un escriptori al taller, perquè pogués continuar estudiant mentre posava. Es va convertir en la figura essencial de l'obra de Maillol, fent-lo reprendre l'escultura monumental de bronze que l'artista havia abandonat, i a la vegada va passar a ser la confident del seu procés creatiu.

Escultures d'Aristides Maillol amb Dina Vierny com a model
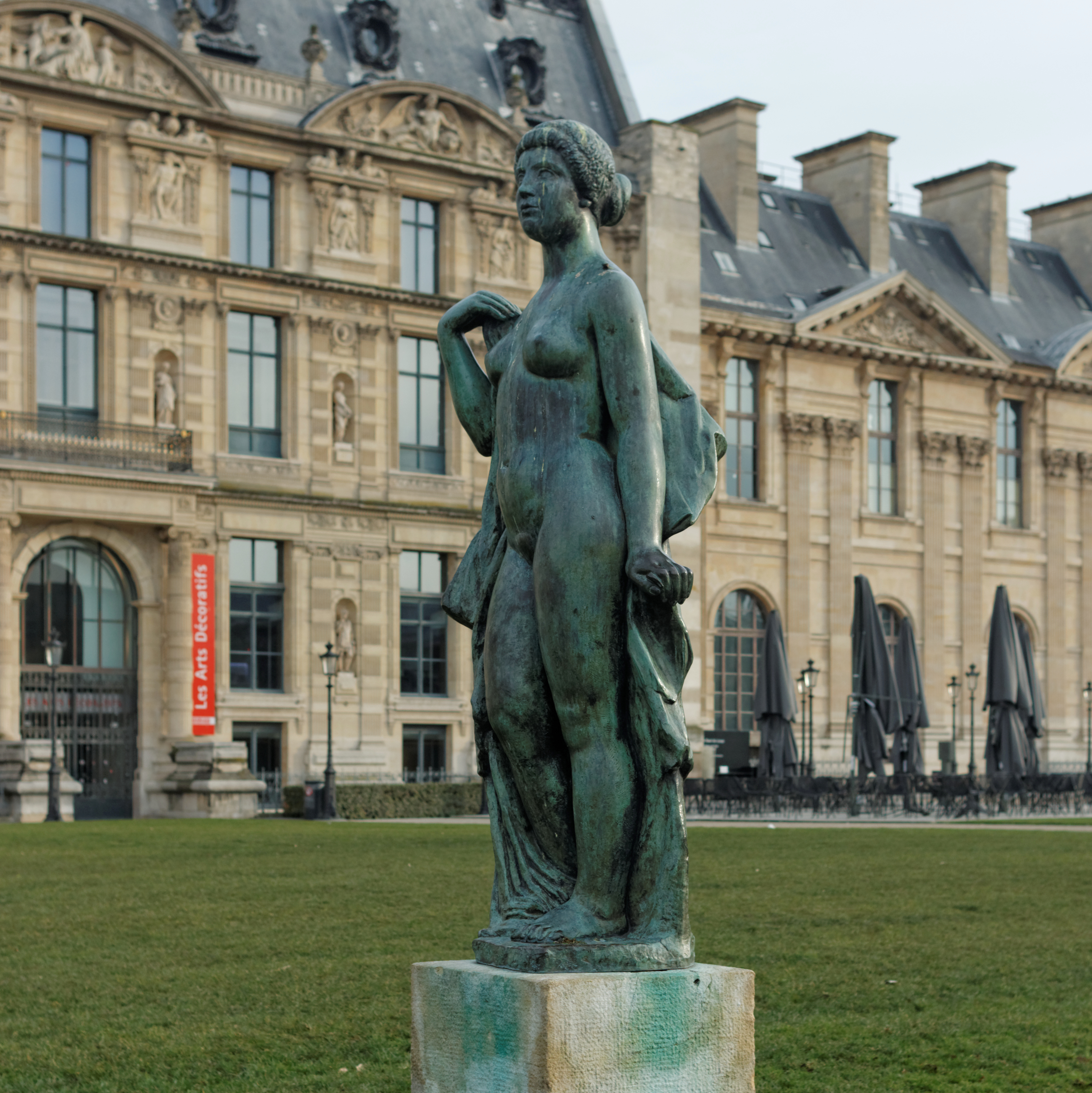
La Baigneuse drapée (1937).
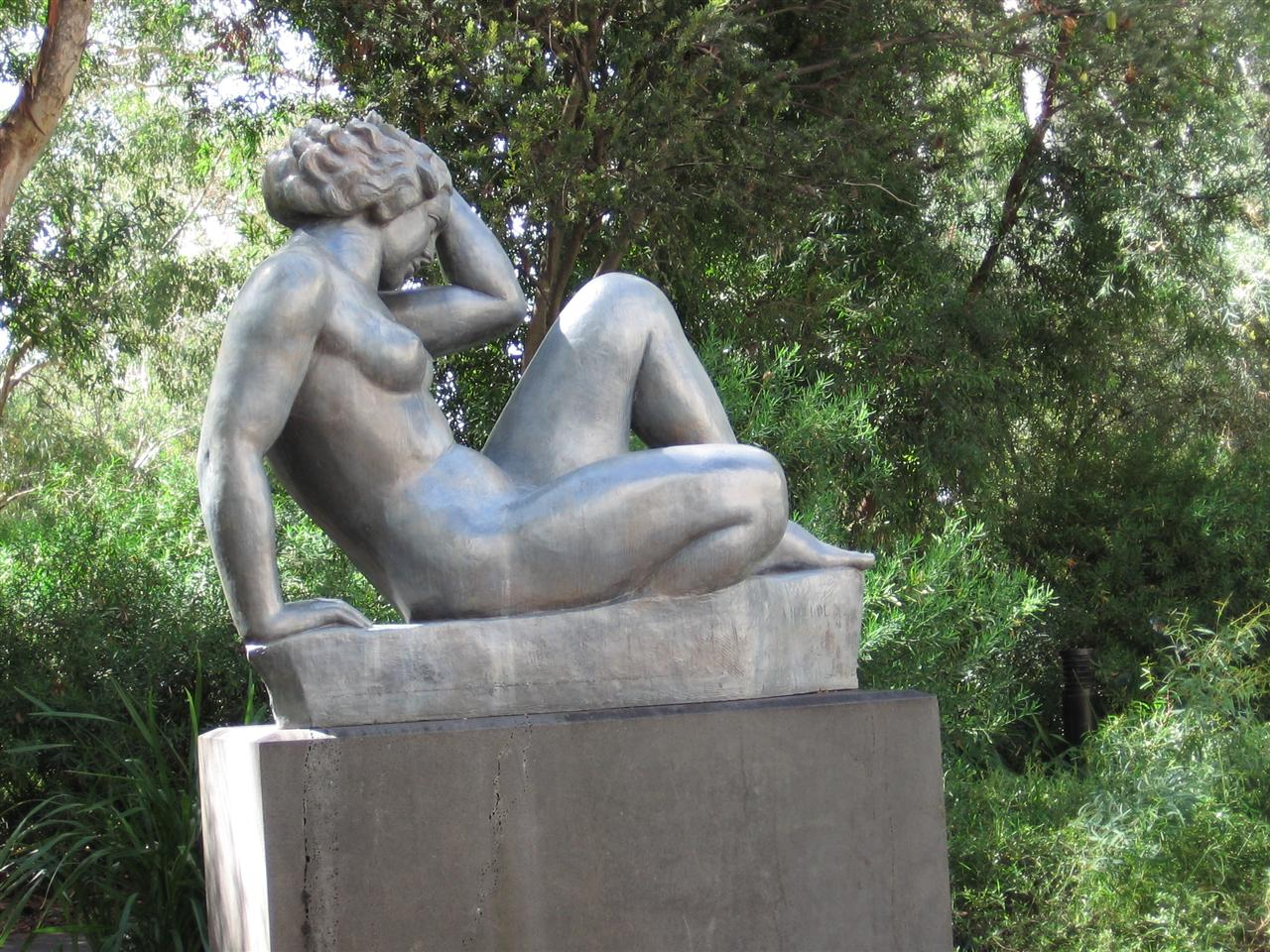
La Montagne (1937).
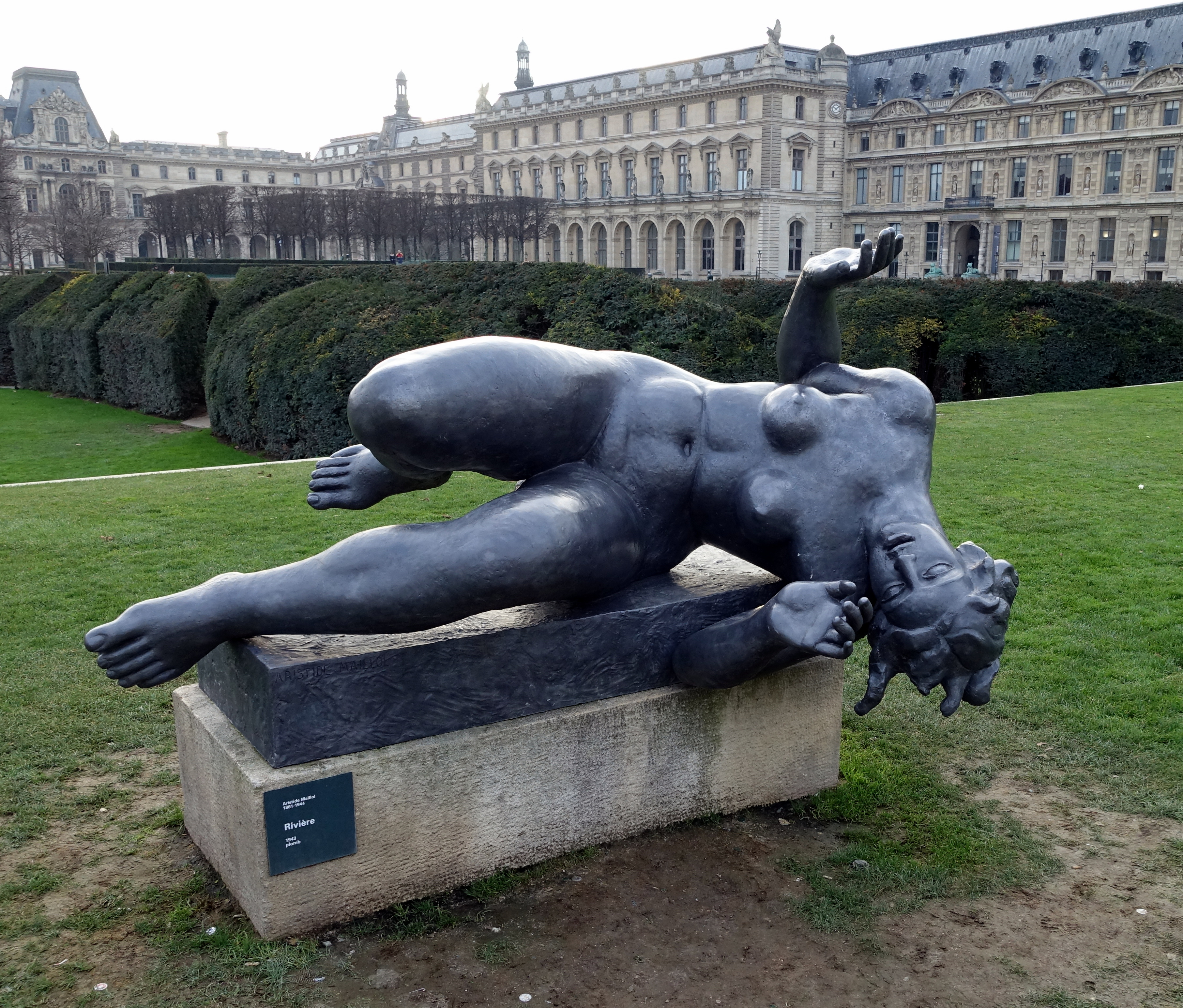
La Rivière (1938).
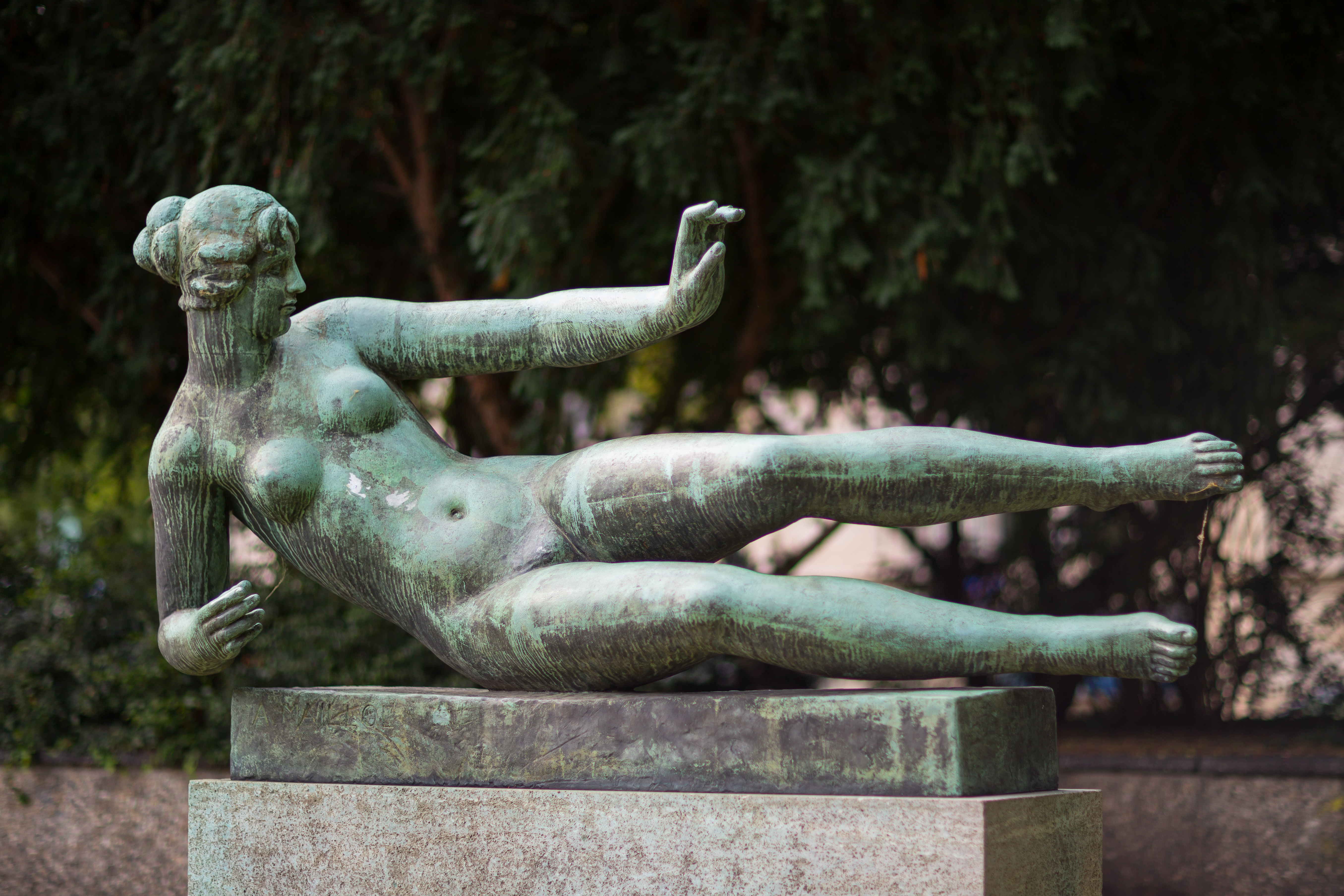
L'Air (1939).

Apassionada del surrealisme, Dina coneix André Breton, Marcel Duchamp, Serge Poliakoff, Serge Charchoune però també Paul Valéry, André Gide, Kees van Dongen, Édouard Vuillard, els nabís propers de Maillol. Rompant avec les engagements socio-démocrates familiaux, elle adhère aux idées trotskystes. Son compagnon, le photographe et chanteur Pierre Jamet participe à la Ligue française pour les auberges de jeunesse, fondée en 1930 par Marc Sangnier. El 1936, pour soutenir le mouvement ouvrier au sein du Front populaire1, elle joue dans une pièce à sketches du groupe Octobre de Jacques Prévert.
Juntament amb la seva parella, el fotògraf i cantant Pierre Jamet, Dina va participar en el Front Popular francès, així com de grups com Les Amis de la nature o Les Faucons Rouges, una organització de joves socialistes. Trencant amb el pensament socialdemòcrata de la seva família, es va adherir al pensament trotskista. A través de Pierre Jamet, va conèixer el 1936 els germans Pierre i Jacques Prevert, creadors del grup teatral Oct, en el qual va col·laborar com a cantant. Aquest mateix any, va aparèixer cantant La Internacional a La vie est à nous de Jean Renoir, un documental de propaganda finançat pel Partit Comunista. El 1938, va aparèixer, amb un petit paper, a la pel·lícula de Jean Benoit-Lévy Altitude 3200, al costat de Jean-Louis Barrault i Bernard Blier.
Després d'acabar els seus estudis de secundària, va començar a estudiar Física i Química a la Sorbona. El 1939, quan tenia vint anys, es va casar amb Sacha Vierny, un antic conegut que també era un exiliat rus. Sacha Vierny de tant en tant es plantejava com un model per a alguns artistes, com André Derain. En esclatar la Segona Guerra Mundial, va ser mobilitzat i va haver d'abandonar els seus estudis de veterinari. Després de la guerra, ja separat de Dina Vierny, va decidir dedicar-se al cinema i es va convertir en un destacat director de cinema de la Nouvelle Vague.

## Resistència (1940-44)
Després de l'esclat de la Segona Guerra Mundial, el govern de la Tercera República va començar a perseguir militants del Partit Comunista. Va traslladar-se aleshores a l'apartament convidat que Maillol li va oferir a la seva casa de Banyuls de la Marenda. Des d'allí, Vierny va ajudar militans antifeixistes a fugir a Espanya, a través d'un camí de contrabandistes que li va mostrar Maillol. El seu vestit vermell, que va utilitzar com a senyal per a la gent que anava a ajudar la conegués en la terrassa d'una cafeteria, va inspirar Maillol a pintar el 1940 el retrat titulat Retrat de Dina. En una de les marxes clandestines, va ser detinguda per la gendarmeria francesa. Un advocat pagat per Maillol la va alliberar inventant una història de contraban d'oli per justificar-la, però la seva fitxa va ser transmessa a la Gestapo. Categoritzada com de "raça jueva" per l'Estatut dels Jueus de 2 de juny de 1941, Vierny corria del risc de ser detinguda pel Comissionat General d'Afers Jueus. Per evitar portar l'estrella groga, imposada el 6 de juny de 1942, Maillol la va convèncer per refugiar-se durant una temporada a la casa d'Henri Matisse a Cimiez, Niça, que aleshores estava sota control italià. Allà va fer de model per a Matisse i Pierre Bonnard. Va participar en el Comitè Fry, finançat per Eleanor Roosevelt, i que al sud es dedicava, en coordinació amb Lily Pastré, a repatriar personalitats de Marsella, on molts intel·lectuals s'havien refugiat.
A principis de 1943, la xarxa russa Acció ortodoxa, fundada entre d'altres per Dimitri Klépinine, va caure, i Vierny va ser detinguda per la Gestapo en el transcurs d'una incursió duta a terme a l'Académie de la Grande Chaumière de París. Van trobar diversos feixos de dòlars enviats pel Comitè Fry, i va ser acusada de tràfic de moneda falsa. Va ser sotmesa a dotze interrogatoris en un centre de tortura, al número 80 de l'avinguda Foch, i posteriorment fou reclosa a presó de Fresnes, a l'espera de ser deportada, com va ser el cas del seu pare, que va ser deportat el 7 de desembre de 1943 de Drancy a Auschwitz, on va morir el 12 de desembre d'aquell mateix any. Després de sis mesos empresonada, l'octubre de 1943 Aristides Maillol va aprofitar la visita a Banyuls d'Arno Breker, escultor prominent del règim nazi, i el seu viatge plegats a París, per aconseguir l'alliberament de Vierny, fet que va ser possible per l'ajuda de Werner Lange, que va treballar al Propagandastaffel. Així, Dina va poder tornar amb Maillol a Banyuls. Després del desembarcament de Normandia, Vierny es va reunir de nou a París amb els seus companys comunistes, que es preparaven per a la insurrecció, i van participar en les barricades a l'agost. Més tard, durant la purga, va ser una de les poques persones a defensar Arno Breker, viatjant fins i tot a Berlín.

## Galerista (1944-1962)
El 1944, Maillol va morir a Banyuls com a conseqüència d'un accident de trànsit sofert deu dies abans, i Dina Vierny és nomenada executant testamentària. Lucien Maillol, fill únic i hereu de l'escultor, li va demanar ajuda en la gestió i valorització de l'obra del seu pare. Vierny va dedicar la resta de la seva vida a aquesta tasca. Un cop divorciada, es va casar amb Jean Lorquin, amb qui va tenir dos fills, Olivier, nascut el 1949, i Bertrand, nascut el 1957.
Assessorada per Henri Matisse, el 1947 obre una galeria a Saint-Germain-des-Pras, al número 36 de la rue Jacob. La galerista Jeanne Bucher la va ajudar en el seu nou treball com a marxant d'art. Va exposar obres de Maillol, Pablo Picasso i Henri Matisse, entre d'altres. Va promoure l'obra de Maillol en diferents museus, especialment als Estats Units. Va col·leccionar obres de Vassili Kandinski i va organitzar exposicions de l'artista en col·laboració amb Nina Kandinski. També va publicar l'obra de Serge Poliakoff, de Jean-Pierre Laurens i els pintors del grup CoBrA. La dècada de 1960, va presentar l'obra d'artistes soviètics pertanyents al moviment Sots Art, que va conèixer a Moscou durant un viatge que va fer el 1959 seguint el rastre de la seva família exterminada. Entre ells es trobaven Ilia Kabakov, Erik Boulatov, Vladimir Yankilievski, Michel Chémiakine i Lydia Masterkova.

## La Fundació Dina-Vierny (1963-2009)

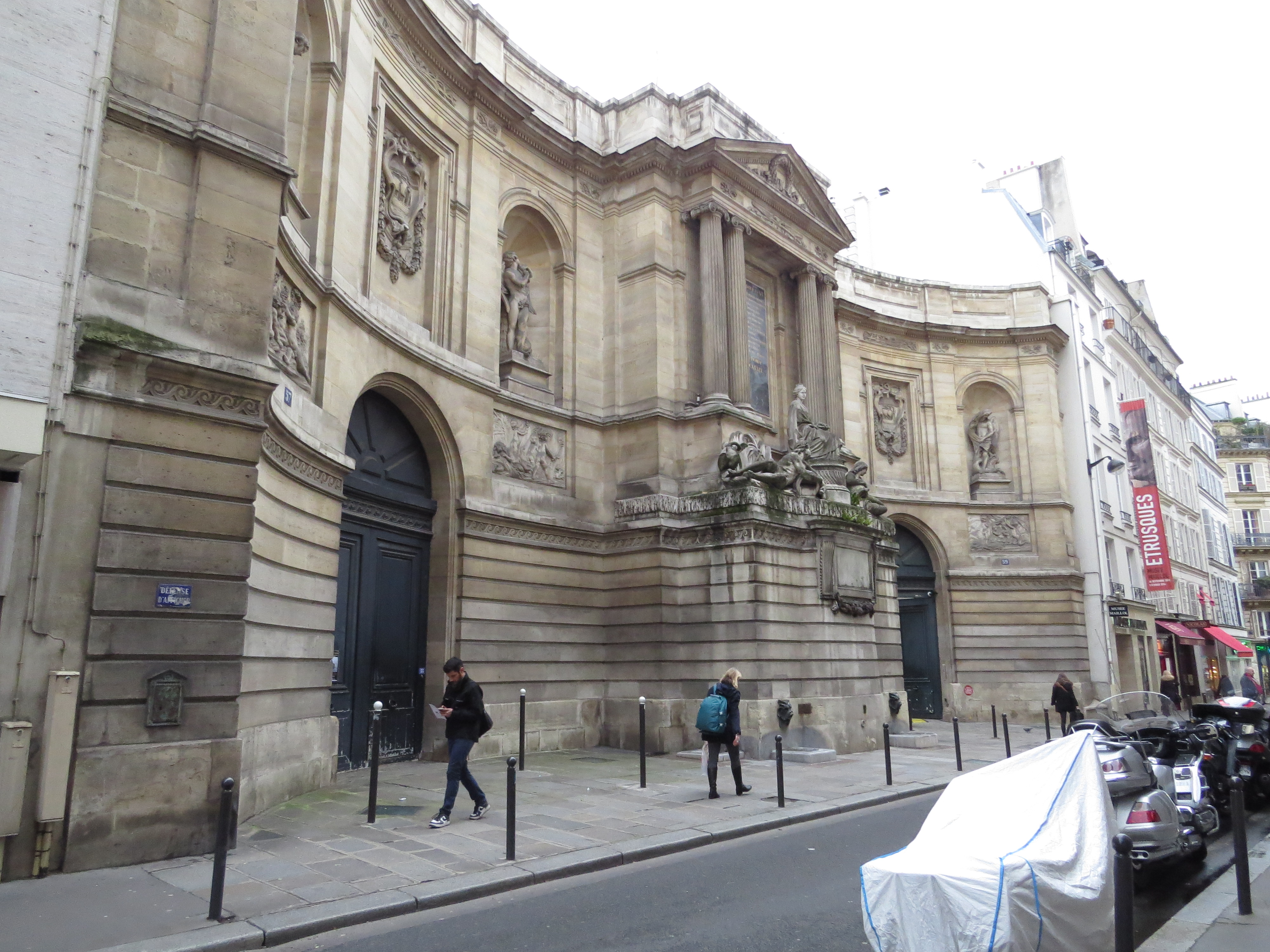
Façana del Museu Maillol a Paris.

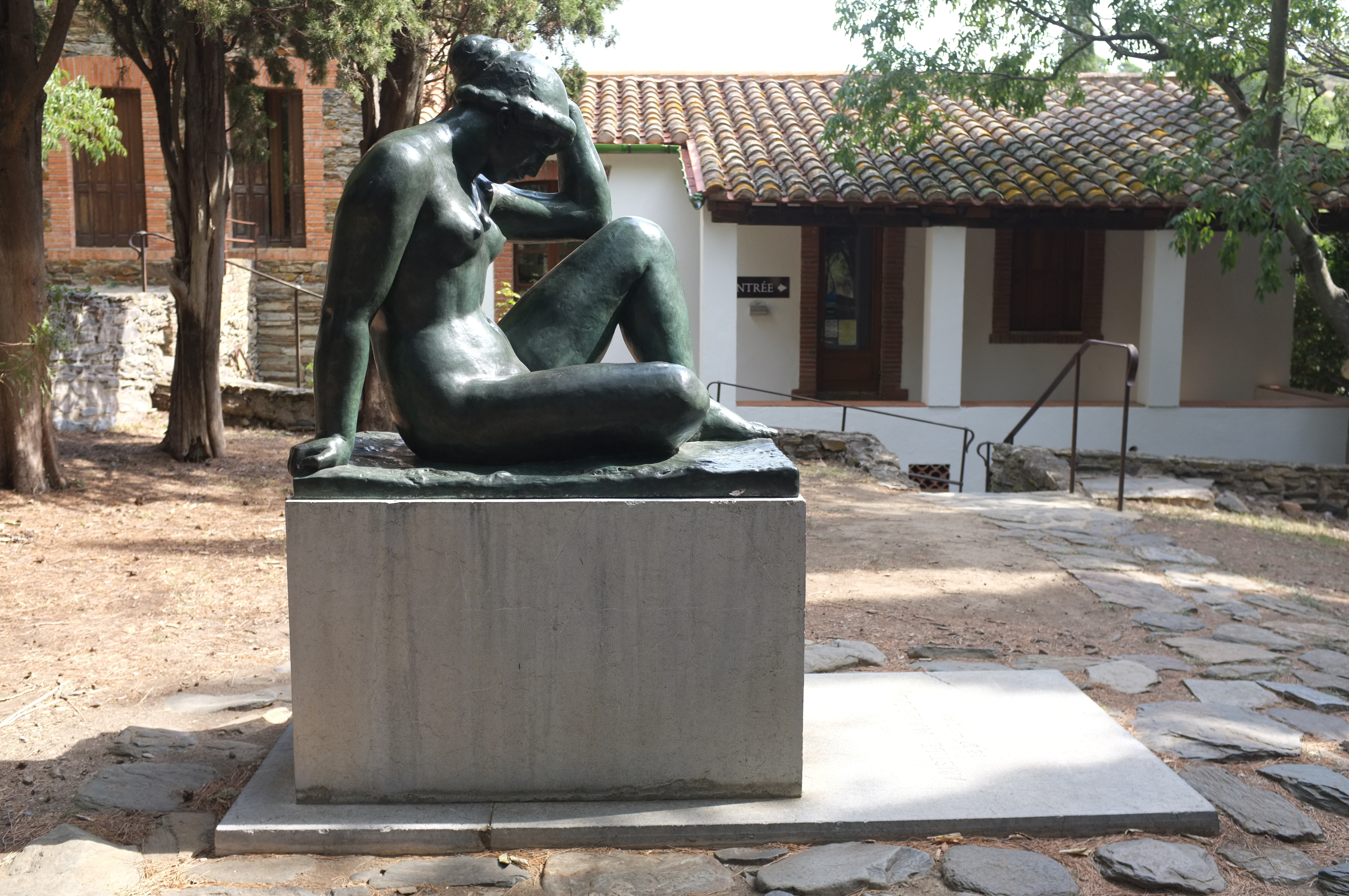
Tomba d'Aritides Maillol, al seu museu de Banyuls.

El 1963, Vierny va demanar al ministre de Cultura André Malraux que es restaurés una escultura de Maillol exposada al Jardí de les Tulleries de París. Malraux li va proposar instal·lar allà mateix, a l'aire lliure, totes les escultures monumentals de Maillol, que Vierny va acceptar donar a la República Francesa. El 1964, ella mateixa va supervisar la instal·lació les divuit escultures, escena que va immortalitzar el fotògraf Robert Doisneau. Aquest fet va permetre redescobrir l'obra de Maillol, que vint anys després de la seva mort havia caigut en l'oblit. El 1967, Dominique Delouche va fer un curtmetratge titulat Dina chez les rois, narrat per l'actriu francesa Arletty, sobre la instal·lació de les obres de Maillol a les Tulleries.
El 1983, Vierny va decidir crear una fundació per donar a conèixer el treball de Maillol al públic. Durant els següents trenta anys, va adquirir un per un els apartaments de l'edifici on vivia, un Hôtel particulier' del segle xviii situat al 7è districte de París, amb la intenció d'instal·lar allà un museu dedicat a l'artista, on també s'exposa la col·lecció d'art de Vierny. El 1972, Lucien Maillol va morir a l'edat de setanta-tres anys, sense descendència, i va llegar tots els seus béns a Dina Vierny, incloent la casa de Maillol a Banyuls. El Museu Maillol de París, propietat de la Fundació Dina-Vierny, es va inaugurar el 1995, com a resultat de les obres de salvaguarda i renovació en què Dina Vierny i l'arquitecte Pierre Devinoy, alumne d'Auguste Perret, van consagrar disset anys.
Vierny va morir a París, França, cinc dies abans del seu 90è aniversari. Va ser sobreviscuda pels seus dos fills, Olivier Lorquin, director del Museu Maillol, i l'historiador de l'art Bertrand Lorquin, conservador del museu.

### El museu Maillol de Banyuls
Dina Vierny va voler honrar la memòria de l'artista impulsant un museu a La Métairie, la masia on Maillol va passar els seus últims anys. La tomba de l'escultor es troba al costat del museu, sota la seva obra Mediterrani.

## Col·lecció Vierny

### Post impressionistes i surrealistes
La col·lecció està formada principalment per obres de pintors que eren els seus amics o familiars, Pierre Bonnard, Henri Matisse, Marcel Duchamp, Raymond Duchamp-Villon, Jacques Villon, Vassili Kandinski.

### Primitius moderns
Dina Vierny va reunir una sèrie de pintures de pintors naïf moderns, anticipant l'Art Brut. Són Le Douanier Rousseau, André Bauchant, Louis Vivin, Camille Bombois i Séraphine de Senlis, i la col·lecció és una de les més grans del seu gènere.

### Col·lecció de nines
Dina Vierny posseïa una notable col·lecció de nines considerades fins que en va subhastar una part el 1995, a Sotheby's. La col·lecció incloïa nines, i cases de nines i cotxes en mininatura fets a França i Alemanya entre finals del segle xix i principis del XX.

## Obra musical

### Intèrpret
- Chants des prisonniers sibériens d'aujourd'hui, 2C 068-96179, Pathé-Marconi, París, 1975, Vinil, LP.

Reeditat com a Chants du Goulag, LDX 274933, París, Le Chant du Monde, 1992, CD.

### Compositora
- Cauchemars, a O. Guitarkine, O. Kostroff, 'Alinine' Padkoviéroff, Un couteau pour Madame Müller, Sant Petersburg, Enregistrements des Étoiles, 1997.